# Jurisics Miklós

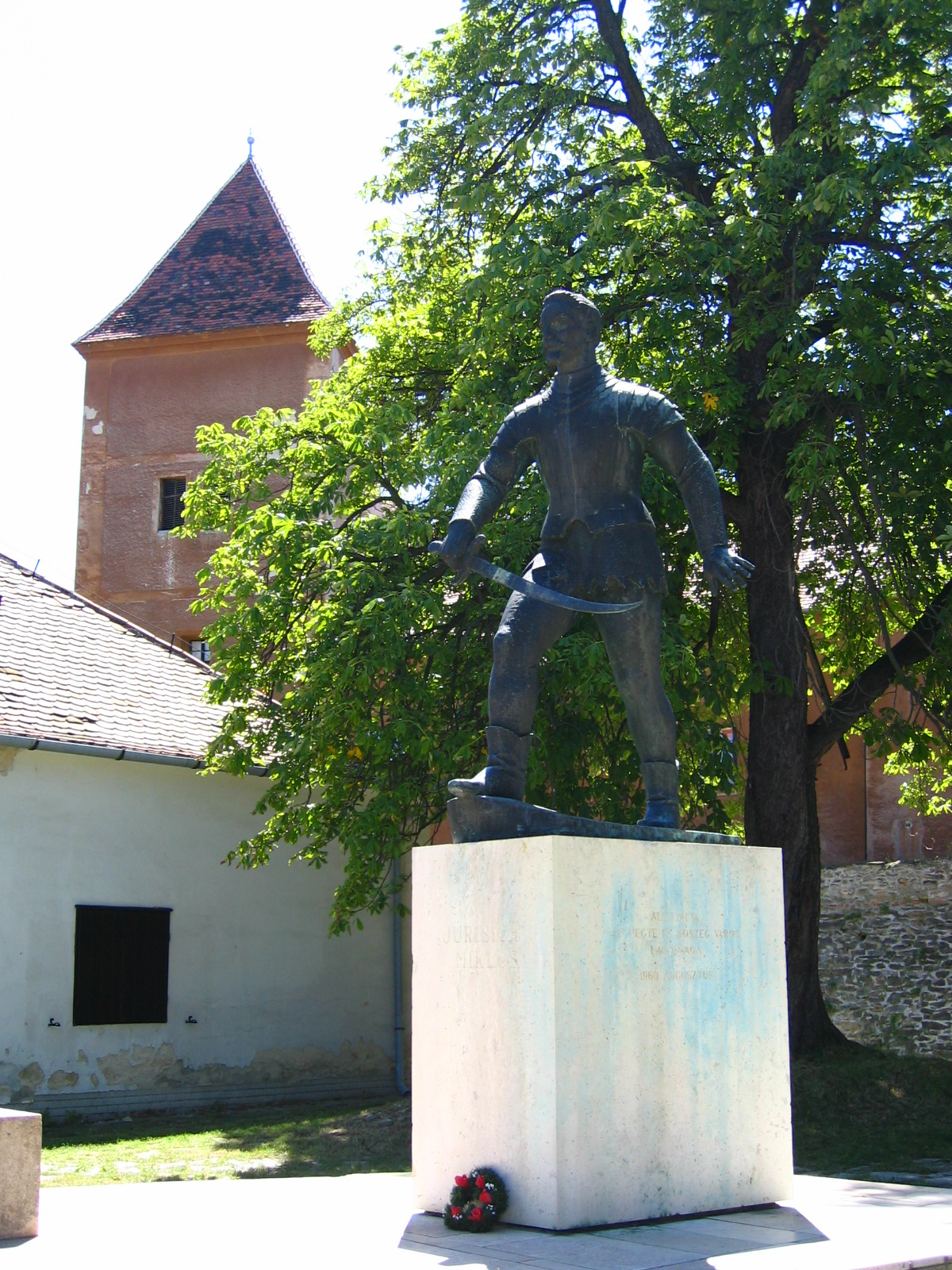
Jurisics Miklós szobra Kőszegen

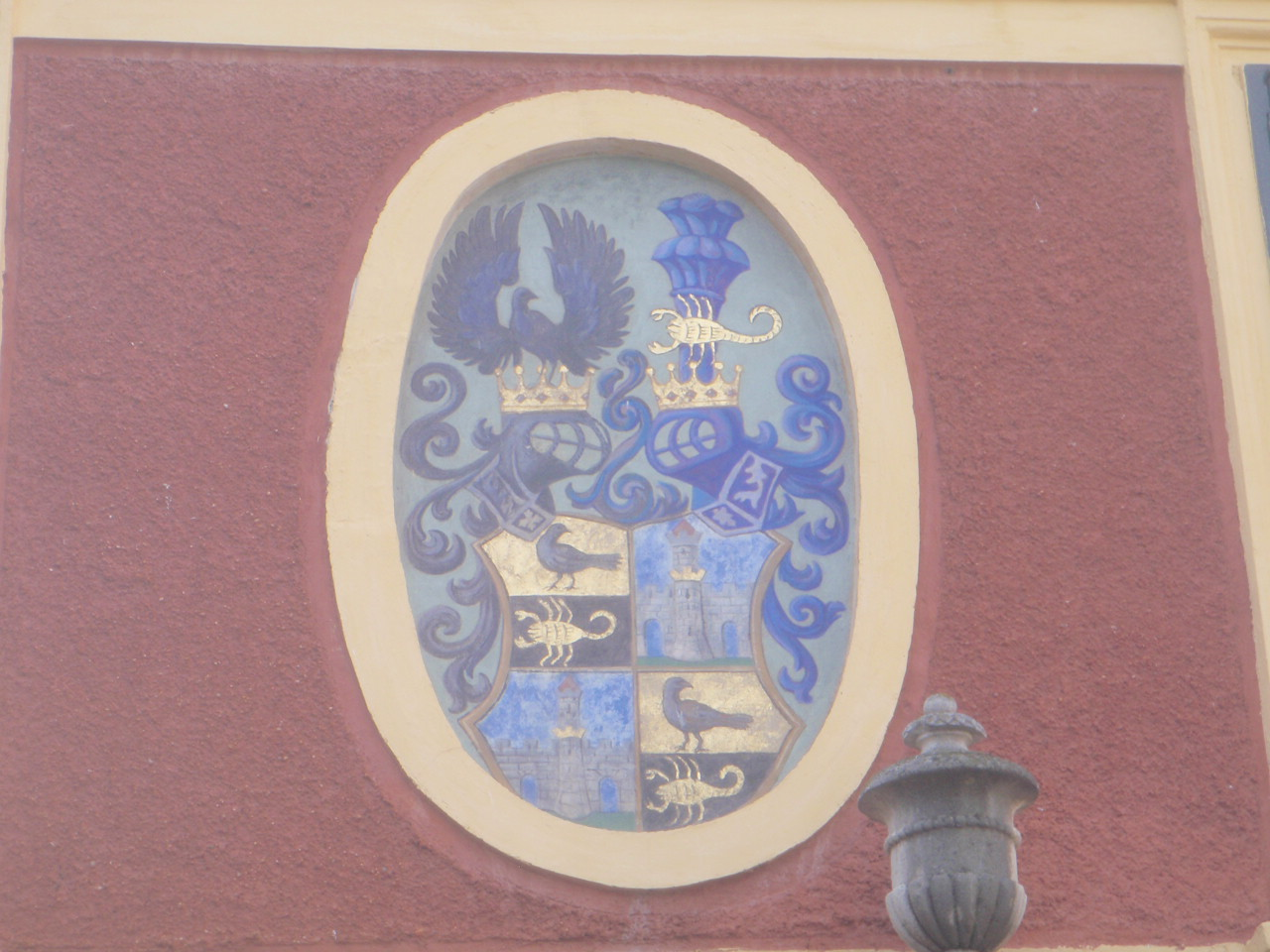
Jurisics címere a kőszegi Városházán

Báró kőszegi Jurisics Miklós (horvátul: Nikola Jurišić, Zengg, Dalmácia, 1490 – 1544. január 30. előtt) horvát főnemes, a „kőszegi hős".

## Élete
Tekintélyes horvát családból származott. 1524-ben a bécsi országgyűlésen a felsőházban foglalt helyet. I. Ferdinánd több alkalommal bízta meg politikai és diplomáciai feladatokkal. A mohácsi csata utáni belháború a horvát-szlavón területeket sem kímélte; mivel Frangepán Kristóf – akinek horvátokból álló serege 1526-ban jórészt érintetlen maradt – Szapolyai János párthíve lett, I. Ferdinánd mások mellett Jurisicsot bízta meg politikai érdekeinek képviseletével. Míg Ferdinánd Batthyány Ferencet nevezte ki horvát-szlavón bánnak, addig Jurisics szlavón és alsó-ausztriai főkapitányi címet (supremus capitaneus) kapott. Jurisics Miklós Vas megyei letelepedése nem példa nélküli: a Ferdinánd-párti horvát-szlavón területeket sújtó rendszeres török támadások miatt több ezer horvát költözött a nyugat-magyarországi Batthyány-birtokokra, akik az 1530-as években részben Jurisics katonáiként szolgáltak.
Jurisics 1529. augusztus 27-én a hadi ügyek intézésével a Krajna határszélén foglalkozott; ez év végnapjaiban már Kőszegen volt, ahonnan Szombathelyen Szapolyai párthívei ellen intézett támadásokat. 1530. május 17-én I. Ferdinánd Innsbruckból Lamberg Józsefet és Jurisicsot Konstantinápolyba küldte követségbe fegyverszünet és békekötés céljából. Október 17-én érkeztek oda, azonban a szultán elutasító választ adott, letartóztatta kettejüket, és december 22-én bocsátották őket szabadon. Bár az oszmánok más esetben is börtönbe vetettek magyar vagy osztrák diplomatákat, Szulejmán hadüzenetnek is beillő válaszát és a követek őrizetbe vételét egyes feltételezések szerint Buda ostroma válthatta ki.

## Kőszeg ostroma
Amikor Szulejmán szultán százezer főnyi – a korábbi irodalomban kétszázezer főnyire becsült – seregét 1532-ben Bécs ellen vezette, augusztus 5-én Ibrahim nagyvezír megszállta Kőszeget. Jurisicsnak, a vár kapitányának, 700 fegyveres állt rendelkezésére, és kevés lőszer volt birtokában. Elhatározta, hogy a kőszegi várat a legvégsőkig tartani fogja. Az oszmán sereg ismételt ostromait hősiesen visszaverte, s a nagyvezír felszólításait, hogy a várat feladja, visszautasította. Augusztus 27-én, majd 28-án általános ostromot intézett az ellenség a vár ellen, felmászott a falakra, és négy török lobogót tűzött ki, de a védők visszaverték támadásukat, jóllehet a védősereg fele elesett, és fogytán volt a lőpor. Jurisicsot néhány órával később a nagyvezír magához hívatta, és kijelentette, hogy a szultán a jelképes kapituláció (lófarkas zászló kitűzése) fejében lemond a vár további ostromáról. Augusztus 29-én a török hadak elvonultak, Kőszeg megmenekült. A szultán a Király-völgy és a Kálvária-hegy közötti dombról követte az eseményeket, ezt a dombot ennek emlékére Szultán-dombnak hívják.

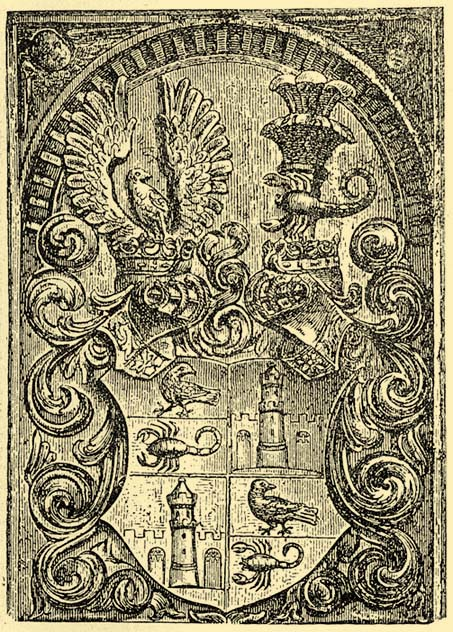
Jurisics címere

Tény, hogy Jurisics hősiesen védelmezte a várat, de az ostrom okai napjainkban új megvilágítást nyertek. Szulejmán értesült róla, hogy Ferdinánd és bátyja, Károly német császár jelentős erőket vontak össze a császárváros alatt, amelyekkel szemben nem volt megfelelő számú reguláris hada. (A spanyol és német katonákkal aligha vehették volna fel a harcot a szpáhik és janicsárok kivételével alacsony harcértékű török alakulatok és a moldvai vajda fegyveresei.) Kőszeg ostromával csak az időt akarta a húzni, vagy keletebbre csalni Károlyt és Ferdinándot, akik azonban nem mozdultak. Míg Jurisics a török hadat feltartóztatta, és ez ember- és hadianyag-veszteséget okozott neki, addig a Habsburgok időt nyertek a felkészülésre.

## Jurisics későbbi pályája
Érdemeiért Jurisicsot a király 1533. február 20-án kőszegi előnévvel bárói rangra emelte, tanácsosi címmel és kamarási ranggal tüntette ki, 1537-ben pedig Kőszeg várát és városát valamennyi jövedelmével együtt neki adományozta. 1538-ban nyerte el a krajnai rendiséget, és ugyanakkor nevezték ki ottani kormányzóvá. Nem sokkal 1544. január 30-a előtt halhatott meg. Neje: Szerdahelyi Dersffy Potentiana volt, gyermekei, Ádám és Anna korán elhunytak (a Szent Jakab-templomba temették őket 1538-ban). Ifj. Jurisics Miklóssal, aki testvérének fia volt, 1572 körül a Jurisics család kihalt.

## Munkái
Zwen warhafftige Sendtbrieff so her Niclas Jurischitz an Römische Königliche Majestät, aus dem belegh Günsz, vor welchem der Türk, eylff Störm verloren, geschrieben, darin allerley Hendel des Türcken begriffen. M.D.XXXIJ. (Dresda), 1532 (4rét hét számozatlan levél. A két levél kelte Kőszeg, 1532. augusztus 28. és 31. Más kiadása: Nürnberg, 1532.; más czímmel és hely n., 1532. Sendbrief … cz.)
Levelei: Pray, Epistolae Procerum III. 22. és köv. 1.; Athenaeum 1843. II. 108. 1.; Századok 1883. 458. 1. és kéziratban: 1532. aug. 22. kelt levele Hevenesi gyűjteményébe (LVIII. 56. 1.), a budapesti Egyetemi Könyvtárba került.